# 杨惟中
杨惟中（1205年—1259年），蒙古帝国大臣，弘州（河北阳原县）人，字彦诚。元定宗、乃马真后时中书令、宰相。
杨惟中少事奉太宗窝阔台，出使西域。跟随阔出伐宋，得到数十个名士，在燕京设立太极书院。讲授理学。后来继承耶律楚材担任中书令。宪宗蒙哥继位，出任河南道经略使，主持屯田。1259年，跟随忽必烈伐南宋，回师时，在蔡州（今河南汝南）去世。

## 延伸阅读
[在维基数据编辑]
 《元史/卷146》，出自宋濂《元史》
 《新元史/卷133》，出自柯劭忞《新元史》